# Liste der Kulturdenkmäler in Bad Bertrich
In der Liste der Kulturdenkmäler in Bad Bertrich sind alle Kulturdenkmäler der rheinland-pfälzischen Ortsgemeinde Bad Bertrich einschließlich des Ortsteils Kennfus aufgeführt. Grundlage ist die Denkmalliste des Landes Rheinland-Pfalz (Stand: 21. September 2023).

## Einzeldenkmäler
| Bezeichnung                          | Lage                                                                                | Baujahr                            | Beschreibung | Bild                           |
| ------------------------------------ | ----------------------------------------------------------------------------------- | ---------------------------------- | --- | ------------------------------ |
| Großes Badehaus                      | Bad Bertrich, Kirchstraße 2 Lage                                                    | 1907–09                            | heute Kurmittelhaus; neubarocke Dreiflügelanlage, 1907–09, Erweiterung 1927; bauliche Gesamtanlage                                                                                               | weitere Bilder Fotos hochladen |
| Katholisches Pfarrhaus               | Bad Bertrich, Kirchstraße 10 Lage                                                   | 1900–1902                          | neugotischer Bruchsteinbau, 1900 | Fotos hochladen                |
| Katholische Kirche St. Peter         | Bad Bertrich, Kirchstraße 27 Lage                                                   |                                    | romanischer Saalbau, Bruchstein; Campanile, 1868/69 | weitere Bilder Fotos hochladen |
| Villa Sonnenschein                   | Bad Bertrich, Kirchstraße 33 Lage                                                   | 1920er Jahre                       | expressionistischer Walmdachbau, 1920er Jahre | Fotos hochladen                |
| Evangelische Kirche                  | Bad Bertrich, Kurfürstenstraße Lage                                                 | 1902–04                            | Saalbau, Bruchstein, 1902–04, Architekt Ludwig Hofmann, Herborn; Gesamtanlage mit Friedhof; hier gusseisernes Kreuz, um 1849; Kriegerdenkmal, Löwe, 1920er Jahre; Soldatenfriedhof, 1950er Jahre | weitere Bilder Fotos hochladen |
| Badeschlösschen                      | Bad Bertrich, Kurfürstenstraße 32 Lage                                              | 1786/87                            | ehemaliges Kurfürstliches Badehaus; siebenachsiger klassizistischer Putzbau, 1786/87; bauliche Gesamtanlage                                                                                      | weitere Bilder Fotos hochladen |
| Kavaliershaus                        | Bad Bertrich, Kurfürstenstraße 34 Lage                                              | 1788/89                            | jetzt Kurhotel; dreigeschossiger elfachsiger Mansardwalmdachbau, 1788/89, Erhöhung der Seitenrisalite 1928/29; bauliche Gesamtanlage                                                             | weitere Bilder Fotos hochladen |
| Kursaal mit Wandel- und Brunnenhalle | Bad Bertrich, Kurfürstenstraße, zu Nr. 34 Lage                                      | 1927/28                            | Komplex von Putzbauten mit neunachsiger, ursprünglich offener Wandelhalle, zweigeschossiger Kursaal mit barockisierendem Mansardwalmdach, 1927/28; bauliche Gesamtanlage                         | weitere Bilder Fotos hochladen |
| Wohnhaus                             | Bad Bertrich, Kurfürstenstraße 76 Lage                                              | 1920er Jahre                       | dreigeschossiger Mansarddachbau, expressionistische Einflüsse, 1920er Jahre | Fotos hochladen                |
| Hohenzollernturm                     | Bad Bertrich, nordöstlich des Ortes Lage                                            | zweite Hälfte des 19. Jahrhunderts | Gusseisenturm mit spitzem Helm, zweite Hälfte des 19. Jahrhunderts | weitere Bilder Fotos hochladen |
| Umspannturm                          | Bad Bertrich, südlich des Ortes am Hang über der rechten Uferseite des Üßbachs Lage | Anfang des 20. Jahrhunderts        | Mansarddachbau, Bruchstein, Heimatstil, Anfang des 20. Jahrhunderts | Fotos hochladen                |
| Bismarckturm                         | Bad Bertrich, südöstlich des Ortes auf der Hohelay Lage                             | 1908                               | Basaltbruchsteinrundbau mit Steinhelm, 1908 | weitere Bilder Fotos hochladen |
| Clemenz-Wenzelslaus-Hütte            | Bad Bertrich, südwestlich des Ortes auf der Clemenz-Wenzelslaus-Höhe Lage           | 1898                               | neugotischer Bruchsteinbau, bezeichnet 1898 | weitere Bilder Fotos hochladen |
| Katholische Filialkirche St. Maria   | Kennfus, Moselblickstraße 4 Lage                                                    | 1904                               | neugotischer Saalbau, 1904, Campanile 1955 | weitere Bilder Fotos hochladen |
| Wegekapelle                          | Kennfus, nördlich des Ortes an der L 103 Lage                                       | 1889                               | Saalbau, bezeichnet 1889; innen zwei Holzskulpturen, 19. Jahrhundert | weitere Bilder Fotos hochladen |
| Wegekapelle                          | Kennfus, südlich des Ortes an der Straße nach Bad Bertrich Lage                     | 19. Jahrhundert                    | kleiner Saalbau, 19. Jahrhundert; Kreuz, Basalt, bezeichnet 1675 | weitere Bilder Fotos hochladen |
| Wegekapelle                          | Kennfus, südlich des Ortes an der Straße nach Bad Bertrich Lage                     | 19. Jahrhundert                    | kleiner Saalbau, 19. Jahrhundert; innen Relief, 18. Jahrhundert | weitere Bilder Fotos hochladen |